# Ballycastle
För andra betydelser, se Ballycastle (olika betydelser).

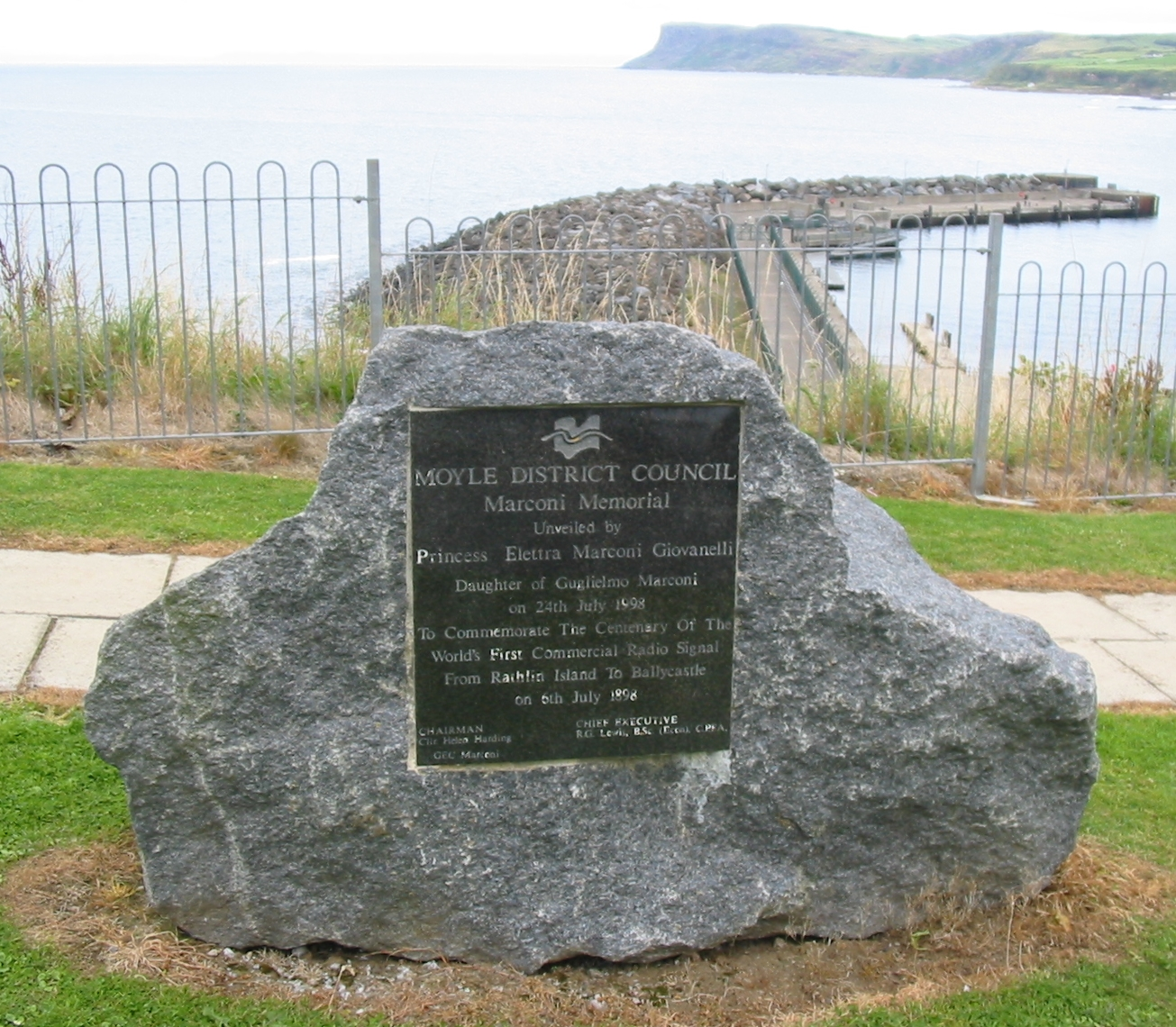
Minnesmärke för Guglielmo Marconi i Ballycastle

Ballycastle (iriska: Baile an Chaisleáin) är ett samhälle i grevskapet Antrim i Nordirland. Ballycastle var huvudort i distriktet Moyle till dess att distriktet 2015 blev en del av Causeway Coast and Glens.  Samhället hade år 2004 cirka 14 500 invånare.
Vid hamnen står en staty av Guglielmo Marconi som år 1898 gjorde sitt andra försök med att skicka trådlösa signaler över vattnet, från Ballycastle till Rathlin Island. Idag finns det en båtförbindelse från Ballycastle till ön.
Ballycastle är känt för sin Ould Lammasfestival som hålls varje år i augusti månad. I Ballycastle finns även ett museum som bjuder på mycket kulturhistoria. I närheten av samhället rinner floderna Margy, Carey och Glenghesk som är bra lax- och öringsfiskeställen.